# Láska v Benátkách
Láska v Benátkách (Eine Liebe in Venedig) je film z roku 2005 natočený v německo-italské koprodukci. Spadá do kategorie romantických filmů. Děj filmu se odehrává v Benátkách a v hlavních rolích se představili Gedeon Burkhard a Denise Zich. Hlavní skladbu pro tento televizní film složila Rachel Portman  a jmenuje se Vianne Sets Up Shop. Film režíroval Marco Serafini. Scénář napsala Utta Danella.
Hlavní aktérka Lilly (Denise Zich) pracuje v Mnichově jako opravářka panenek. Jednoho dne jí přijde dopis, že její známý Gianni z Benátek zemřel a ona se tam vydává na pohřeb a v závětí zjistí, že jí odkázal polovinu svého paláce. Druhou polovinu odkázal pohlednému šlechtici Francescovi di Salerimu (Gedeon Burkhard). Ten je i tak bohatý a dědictví mu žádnou velkou starost nedělá, zato Lilly ano. Lilly mezitím přichází na to, že Gianni byl její otec, a nemůže zapomenout své matce, že byla nevěrná svému otci. Její otec, který ji vychoval, o všem ví, ale také říká, že neví. Lilly se ale zamiluje do Francesca a volá na pomoc svému příteli do Mnichova, který za ní přiletí, aby jí se vším poradil. Ten se však má ženit. Francesco se také má ženit, ale jeho snoubenka nechce o zrušení svatby ani slyšet. Vše nakonec dobře dopadne a Francesco zůstane s Lilly.